# كلغايي
كلغايي - (بالأذرية: Kəlağayı)‏ هي القبعات النسائية الأذربيجانية التقليدية. الحرير الملونة أربعة أضعاف أذربيجان التقليدية غطاء الرأس المرأة.وفي عام 2014، أدرجت في القائمة التمثيلية للتراث الثقافي غير المادي لليونسكو.

## تاريخ

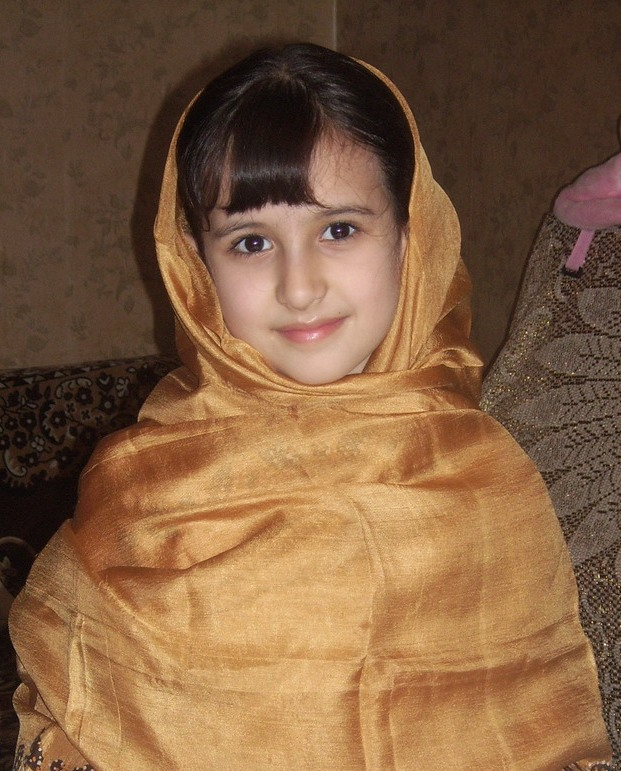
الفتاة الأذرية في كالاغاي

وقد تم صنع كلاغاي في أذربيجان منذ العصور القديمة.مصنوعة عالية الجودة كيلاغايس في تبريز، كنجة، شماخى، شيكي ونخجوان. على الرغم من أن هذا الشال تم في العديد من المناطق، كان يستخدم على نطاق واسع في بسغال. وتعود تربية دودة القز في أذربيجان إلى الفترات التي سبقت المسيحية. كانت شيكي مركز تربية دود القز في أذربيجان وأيضا في القوقاز لسنوات عديدة.في القرن العشرين، تم إنشاء أكبر مصنع لتكاثر دودة القز في شيكي.في عام 1862، حصل شيكي سيلك على الميدالية في المعرض الدولي في لندن. شركة سينت-إتين من مدينة الأسد، كانت فرنسا واحدة من المشتري الدائم للحرير شيكي.كان شيكي يسمى «الأسد القوقازي». وكان شيكي يسمى «الأسد القوقازي».
في عام 1870، حصل باسكال كلاغاي على الميدالية الفضية في معرض لندن.

## تقاليد
وبما أن الإنتاج عملية معقدة جدا، فإن عددا من الناس يشاركون في إنتاجهم: النساجون (تاراخ)، والصباغة، والصخور، والديكور الرئيسي.يستغرق يومين لصبغ وتزيين هذا شال فريدة من نوعها مع 125 غراما ويمر من خلال حلقة.ومن الغريب أن هذه شال المرأة مصنوعة من قبل الرجال.الرجال فقط يمكن أن تعمل مع الأصباغ الغليان والقوالب.
عادة النساء الأكبر سنا هي الظلام، كبيرة الحجم، والشابات لديها الأبيض والملون كيلاغايي صغيرة الحجم.

## قاعدة الاستخدام

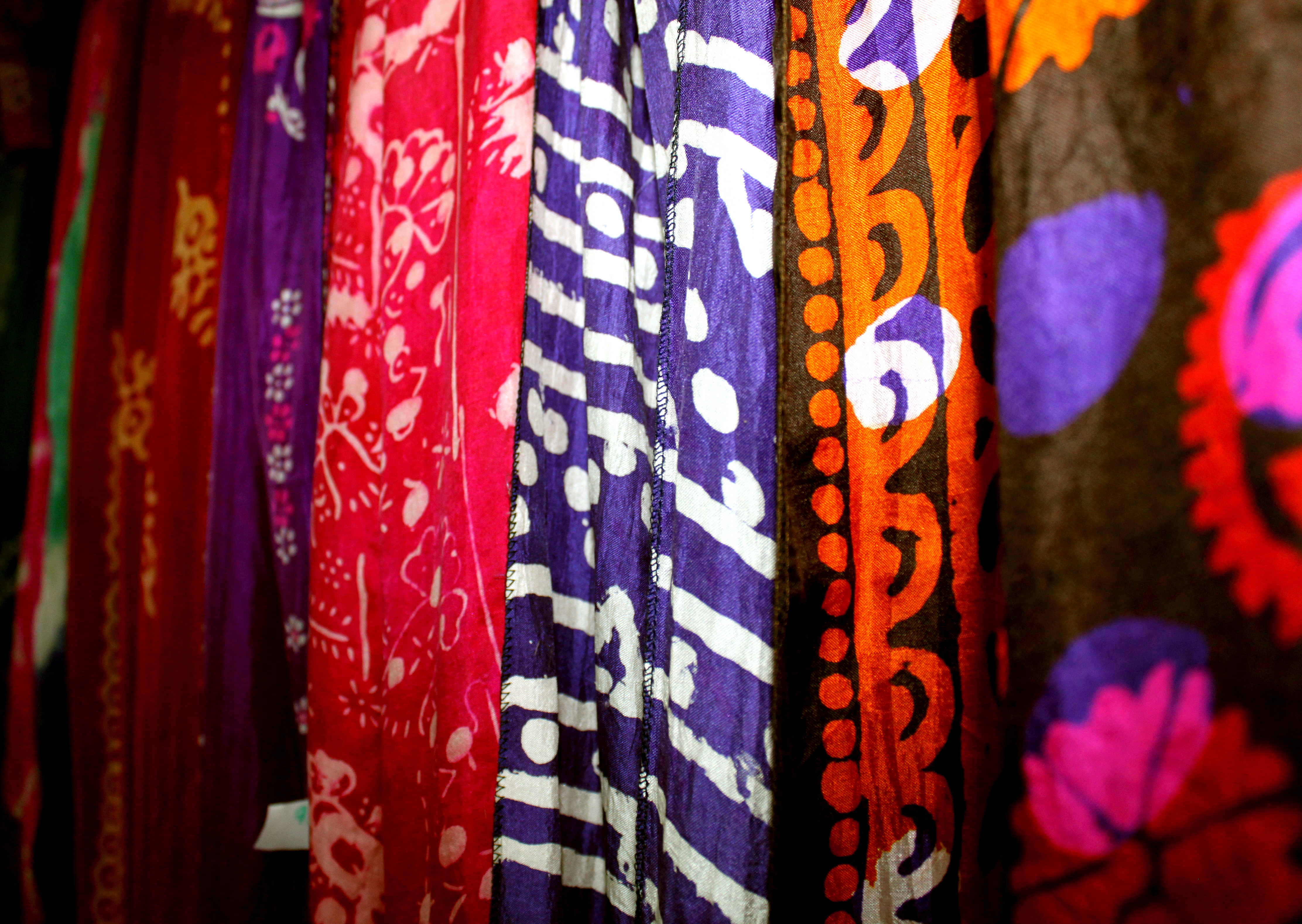
إعداد كلاغاي الأذربيجاني

وتعتبر القوة الرائدة في إنتاج شال صباغة.الحلي من كيلاغاي مصنوعة من قوالب خشبية أو معدنية.حواف كيلاغاي، وأحيانا الجزء المركزي (خونشا) مزينة بحلي هندسية أو ناباتي.وتنعكس أنماط في كيلاغاي لها معنى كبير وظلت دون تغيير لمئات السنين.بوتا تسود على أنماط أخرى، وهي واحدة من عناصر زخرفة الأكثر شيوعا في الفن.كلاغاي من كل منطقة مختلفة عن بعضها البعض مع أنماطها في الحواف.
«شاخان بوتان»، «شا بوتا» و «خوردا بوتا» أنماط تستخدم في شاكي وبسغال كلاغايس.وقد اكتسبت كيلاغايس الملونة مثل «هيراتي»، «سوغاني»، «إستيوتو»، «البخاري»، «أبي»، «يلاني» شهرة في الشرق الأوسط وشعوب كوساسوس.الأشكال الفردية والدوافع التي تنعكس في السكان.وغالبا ما ينظر إلى هذا الشال في الفولكلور، والشعر، والفن الجميلة والزخرفية.ومن المؤكد أن جميع العوامل المذكورة أعلاه أدت إلى فن كثير من شعوب العالم.واحدة من ميزات هذه العلامة التجارية على حد سواء التدفئة والتبريد.النسيج حريري رقيقة جدا وناعمة، يعتني الجلد، ويحمي من الميكروبات المختلفة.
اليوم، يستخدم كيلاغاي كعنصر اللباس في أذربيجان وليس لديها علاقات مع الدين مقارنة مع تشادرا.النساء ارتداء كيلاغاي للون وشكل اعتمادا على أعمارهم.الرجال القديمة والقديمة ارتداء القمصان، ولكن الشابات والفتيات استخدامه بمثابة شال.
في بعض الأحيان عندما يمر رجل بعيدا هو مغطاة كيلاغاي السوداء.ويستمر حتى في مراسم الدفن.وهذا يعني أن كيلاغايي كانت ترافق الناس طوال حياتهم.هذا الشال أيضا ينجو مهمة السلمية.خلال الصراع نشأ من أسباب مختلفة، توقف الناس عن القتال عندما القيت كيلاجايي من قبل امرأة.
يتم الاحتفاظ كلاغاي في مكان مناسب من المنزل.